# Zlín-Prštné (železniční zastávka)
Zlín-Prštné je železniční zastávka, která leží na jednokolejné neelektrizované železniční trati Otrokovice–Vizovice při ulici Třída Tomáše Bati v okrese Zlín ve městě Zlín v městské části Prštné. Ve městě se nachází dalších 9 železničních zastávek, které tvoří dopravní osu celého sídla. Leží v nadmořské výšce 210 m n. m. a je zařazena do integrovaného dopravního systému IDZK. V blízkosti zastávky se nachází řeka Dřevnice.

## Popis
Nachází se zde jedna kolej s jedním nekrytým hranovým nástupištěm a přístřeškem pro cestující.

## Provoz osobní dopravy
Zastávku obsluhují osobní a spěšné vlaky dopravce České dráhy vedené soupravami Regionova (na trase Otrokovice - Vizovice, vybrané spoje do Přerova, Kroměříže přes Hulín). Všechny osobní vlaky jsou zařazené do integrovaného dopravního systému IDZK.

## Cestující

### Odbavení cestujících
Zastávka nezajišťuje odbavení cestujících, jízdenka se zakupuje ve vlaku u průvodčího bez přirážky.

### Přístup
Přístup na železniční zastávku je z ulice Třída Tomáše Bati. V bezprostřední blízkosti zastávky se nachází zastávka trolejbusu s názvem Prštné.

### Služby ve stanici
Ve stanici nejsou provozovány žádné služby.